# ブルネイの鉄道
ブルネイの鉄道（ブルネイのてつどう）は、ブルネイの発展過程において、大きな役割は果たさなかった。

## ブルックトン炭鉱の狭軌鉄道
スラサ (Serasa) 郡（ムキム）にあったブルックトン炭鉱は、711 mm (2 ft 4 in) という珍しいゲージにより、炭鉱からムアラに近い水深の深い港まで、全長 2.5 km にわたる狭軌鉄道を運用していた。そこでは、アンドリュー・バークレイ・サンズ・アンド・カンパニー製の車輪配置 0-4-0型の蒸気機関車2台が運行されていた。
このうち1891年製の通し番号696番は、内枠があり、車輪の直径は 559 mm (1 ft 10 in)、外部のシリンダーは178 × 356 mm (7 × 14 in) で、車両の高さはわずか 1753 mm (5 ft 9 in) しかなかったが、これは1829 mm (6 ft) しか高さがなかった坑道に合わせたものであった。この機関車には「マルゲリーテ・ライン (Marguerite Reine) と名付けられたが、これはサー・チャールズ・ブルックの妻であったフランス人マーガレット・ド・ヴィント (Margaret de Windt) にちなんだものであった。同型のバークレイ社製の蒸気機関車で、1987年製の通し番号815.は、「ブルックトン (Brooketon)」と名付けられた。後者は、1898年1月にグラスゴーから輸出された。
軌道は大部分が地面より高く持ち上げられていたが、一部には坑道トンネルの部分もあり、今では植物が生い茂っている状態で、ブルネイ・ダルサラーム国の「古物財宝法 (Antiquities and Treasure Trove Act) によって保護されている。ブルネイ政府の博物館局は、屋外博物館として整備し、エコツーリズムを振興したいと表明している。
1888年から1924年にかけて、およそ65万トンの石炭が、運び出されたが、背景には、インドと中国を結ぶ航路の途中の中継地として立ち寄っていた汽船からの大きな需要があった。炭鉱とそれに付属しsた鉄道は、1924年には運用が廃止された。第二次世界大戦中には、日本人が採掘を再開し、地元の需要に応じて供給した。

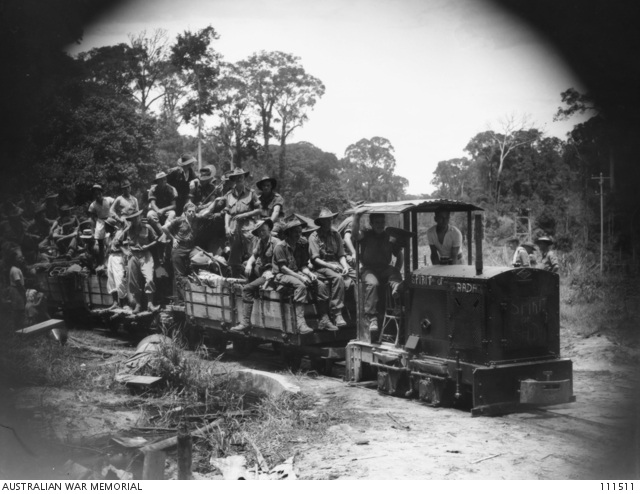
セリアの狭軌鉄道を再利用したオーストラリアの兵士たち、1945年7月12日撮影。

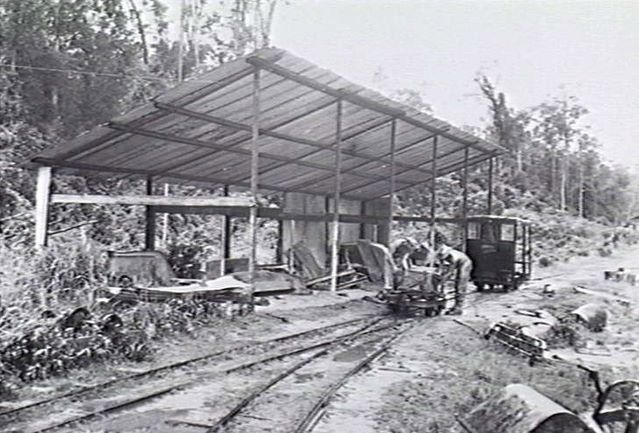
バダス駅のオーストラリア兵士たち、1945年8月31日撮影。

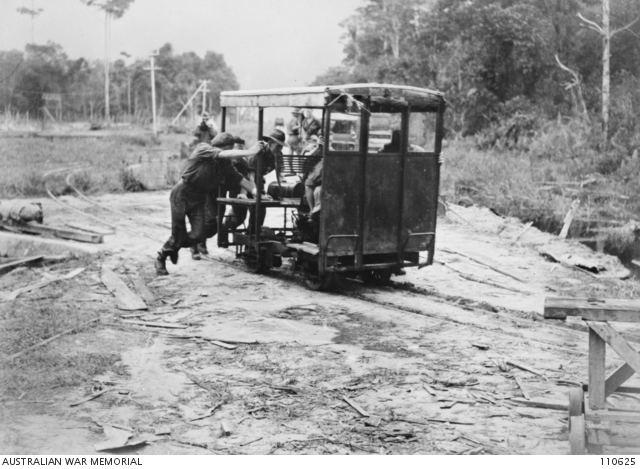
17/17A型ウィッカム・トロリーに飛び乗って車体を発車させるオーストラリア兵、1945年撮影。

## セリア＝バダス間の狭軌鉄道
1930年代以降、セリアとバダス (Badas) の間、全長19.3キロメートル (12.0 mi)を、600 mmゲージを用いた狭軌鉄道が結んでいた。木製のレールを用いたこの線路を敷設したのは、後のブルネイ・シェル石油 (Brunei Shell Petroleum) の前身であったブリティッシュ・マラヤン石油 (British Malayan Petroleum Company, BMP) であり、バダスにあったジョージ・ウィリアム・パーシヴァル・クラーク (George William Percival Clark) が運営するスンガル・ベライト川 (Sungai Belait River) の取水点から、セリアまで、水を運ぶのが目的であった。後には、パイプラインの管の輸送にも用いられた。
第二次世界大戦中、BMPの職員は、この鉄道の運行に必要な設備の一部を隠し、統治を占領した日本軍が鉄道を使用できないようにした。オーストラリア陸軍第9師団が当地を解放した後、隠されていた設備が1945年7月に発見されて戻され、程なくして運行が再開され、25ポンド榴弾砲2門と弾薬がバダスに運ばれ、まだ周辺の残留していた日本軍を追い散らすために使用された。
いくつかの報告によれば、1999年の時点でも、この鉄道は使用され続けていたという。線路は2013年 時点でも木材の運搬に利用されたり、遊歩道として利用されている。

## ブルネイLNGの工業用鉄道
ルムトにあるブルネイLNGは、ブルネイ政府が50%、シェル・オーヴァーシーズ・トレーディングが25%、三菱商事が25%を出資した合弁事業であるが、その液化天然ガス用港湾には、通常は見られない1533 mm (60⅓ in) ゲージの広軌の専用鉄道がある。
オランダのワルメンホイゼンを本拠とするベノ・レール (Bemo Rail) 社が埠頭から海上に軌道を設け、職員や装備類を、海岸線から 4 km 沖合に離れた、LNGタンカーにLNGを積み込むプラットフォームまで運搬しているが、これはこの辺りの水深が非常に浅く、 LNGタンカーが海岸までたどり着けないためである。機関車は電池で動き、爆発を引き起こさないようになっており、例えば車輪はステンレス鋼製である。一度に運べる人員は10人である。当初の呼称は、「RCE-15」であり、Rail Car Electric, 15 kN (1,5 t) 、すなわち「15kNの牽引力をもつレール・カー・エレクトリック」を意味していた。その後、呼称は「BRE-15」と改められたが、これは Bemo Rail Electric の頭文字である。最高速度は 15 km/h である。1999年、最初の機関車が設置され、次いで2台目の機関車には、直流式のモーターに代えて、交流式非同期モーターが装置された。その導入以前に使われていた車両は、イングランドのアラン・キーフ社が供給したものであった。

## トランス・ボルネオ鉄道（計画線）
全長4,400キロメートル (2,700 mi)に及ぶトランス・ボルネオ鉄道 (Trans Borneo Railway) は、計画段階のまま長い時間が経っている。これが実現すればサラワク州、ブルネイ、サバ州、インドネシア領カリマンタンが結ばれることになり、投資額は330億USドルに達するとされている。そうなれば、ボルネオ内陸部の後背地から、石炭、木材、その他の農産物をバンダルスリブガワンの港に運び、世界各地へ送り出せる。
鉄道用の鋼鉄の輸入は、1994年の年間 283 t から、2002年には 539 t まで増加した。しかし、その後2003年から2015年にかけて、輸入量は減少し、1994年の水準を下回るようになった。2016年11月10日、公共事業交通省 (Ministry for Public Works and Traffic) は、標準軌による敷設計画を前提とした土地測量調査の入札をおこなった。

## ブルネイ・ダルサラーム国の大量高速交通 (Massive Rapid Transit)
ブルネイに地下鉄を導入しようという計画は、まだ完成を見ていない。2017年4月18日、ブルネイ政府は、地下鉄網の構想づくりのために、マレーシア政府が所有するプラサラナ・マレーシアを招いた。